# 1826 في الولايات المتحدة
فيما يلي قوائم الأحداث التي وقعت خلال عام 1826 في الولايات المتحدة.

## سياسة

### تعيين في المنصب
- 1 يناير – مونتفورت ستوكس عضو مجلس ولاية كارولاينا الشمالية.
- 7 يناير – ديفيد هولمز حاكم ميسيسيبي [الإنجليزية]‏.

### انتهاء فترة المنصب
- 25 يوليو – ديفيد هولمز حاكم ميسيسيبي [الإنجليزية]‏.
- 6 ديسمبر – إدوارد كولز حاكم إلينوي [الإنجليزية]‏.

## ظهور
- 1 يناير – آخر سلالة الموهيكيين كتاب من تأليف جايمس فينيمور كوبر.

## كتب
من الكتب التي صدرت هذه السنة في الولايات المتحدة:
- 1 فبراير – آخر سلالة الموهيكيين من تأليف جيمس فينيمور كوبر.

## مواليد

### يناير
- 17 يناير – جيمس نوبل تاينر سياسي أمريكي.[1]
- 26 يناير – جوليا غرانت سياسية من الولايات المتحدة الأمريكية.[2]

### فبراير
- 9 فبراير – جون أ لوجان سياسي أمريكي.[3]
- 20 فبراير – تشارلز كلارك ستيفنسون سياسي أمريكي.[4]

### أبريل
- 2 أبريل – هنري هوارد سياسي أمريكي.[5]
- 25 أبريل – جون لونغ روث سياسي أمريكي.[6]

### مايو
- 7 مايو – فارينا دافيس سياسية أمريكية.[7]

### يوليو
- 4 يوليو – ستيفن فوستر[8]
- 26 يوليو – إبراهام أوكي هول سياسي أمريكي.[9]

### أكتوبر
- 8 أكتوبر – وليام جين سياسي من الولايات المتحدة الأمريكية.[10]

### ديسمبر
- 1 ديسمبر – سيرينو واطسون عالم نبات أمريكي.[11]
- 3 ديسمبر – جورج برينتون ماكليلان ضابط من الولايات المتحدة الأمريكية.[12]
- 15 ديسمبر – روبرت ويتني وارمن سياسي من الولايات المتحدة الأمريكية.[13]
- 17 ديسمبر – جون واتسون بر[14]

## وفيات

### فبراير
- 7 فبراير – توماس تود (مواليد 1765)[15]

### يوليو
- 4 يوليو – توماس جفرسون (مواليد 1743) سياسي أمريكي.[16]
- 4 يوليو – جون آدامز (مواليد 1735) رئيس الولايات المتحدة الأمريكية الأسبق.[17]

### أغسطس
- 26 أغسطس – رويال تايلر (مواليد 1757) سياسي أمريكي.[18]

### سبتمبر
- 27 سبتمبر – وليام سانفورد بنينجتون (مواليد 1757) سياسي أمريكي.